# Фени (город)
Фени или Фенни (бенг. ফেনী) — город на востоке Бангладеш, административный центр одноимённого округа. Площадь города равна 7,43 км². По данным переписи 2001 года, в городе проживало 90 157 человек, из которых мужчины составляли 53,24 %, женщины — соответственно 46,76 %. Плотность населения равнялась 12 134 чел. на 1 км². Уровень грамотности взрослого населения составлял 68,6 % (при среднем по Бангладеш показателе 43,1 %).